# Kouma becki
Kouma becki is een haft uit de familie Leptophlebiidae. De wetenschappelijke naam van de soort is voor het eerst geldig gepubliceerd in 1990 door Peters, Peters & Edmunds.
De soort komt voor op eilanden in de Grote Oceaan.